# Ботурини, Лоренцо
Лоренцо Ботурини Бенадуччи (итал.  Lorenzo Boturini Benaducci, настоящая фамилия Botterini, 1702, Комо [по другим данным, Сондрио], Италия — 1753 [по другим данным 1751 или 1755], Мадрид, Испания) — историк, антиквар и этнограф, изучавший Новую Испанию.

## Ранние годы
Лоренцо Ботурини Бенадуччи родился в небогатой семье в Северной Италии, учился в Милане, затем переехал в Австрию. Желая сделать карьеру при дворе императора Карла VI, взял фамилию старинного рода венецианских дворян и составил себе новую генеалогию. Начиная с того времени подписывался именем Лоренцо Ботурини Бенадуччи, рыцаря Священной Римской империи.
Жил в Триесте и Вене, но, предположительно, был вынужден покинуть Австрию из-за войны с Испанией и перебрался через Англию в Португалию. Закрепиться при Лиссабонском дворе ему не удалось, и Ботурини отправился в Испанию, надеясь предложить свои услуги королю Филиппу V.
Поскольку его хлопоты не привели ни к каким конкретным результатам, Ботурини, будучи ревностным почитателем Девы Марии, предпринял паломничество в церковь Пиларской Божьей Матери в Сарагосе. Там он встретился с арагонцем Мануэлем Кодальосом, прожившим некоторое время в Новой Испании. Возможно, именно Кодальос впервые рассказал Ботурини о покровительнице Мексики Деве Гваделупской.
Вернувшись в Мадрид, Ботурини познакомился с графиней де Сантибаньес, старшей дочерью графини де Моктесума, происходившей из рода ацтекского правителя Моктесумы II (Мотекусомы Шокойоцина). Графиня де Сантибаньес доверила ему получить для неё пенсион, назначенный испанской короной потомкам легендарного правителя.

## В Новой Испании
Ботурини отправился в Новую Испанию в феврале 1736 года. Достигнув порта Веракрус, корабль, на котором плыл Ботурини, потерпел крушение. Своё спасение учёный приписал заступничеству Девы Гваделупской. После прибытия в Мехико он занялся тщательным изучением документов, свидетельствовавших о чудесном явлении богородицы индейцу Хуану Диего в 1531 году. В дальнейшем Ботурини собирался написать историю культа Девы Гваделупской, которая, впрочем, так и осталась незаконченной.
В ходе своих поисков Ботурини пришел к выводу, что самые надёжные свидетельства исходили от индейцев — современников чуда, но испанские историки оставили их без внимания, так как не владели доиспанской письменностью, которой туземцы пользовались ещё несколько десятков лет после конкисты. Следовательно, для достижения цели Ботурини требовалось изучить язык и письменность этих народов, чтобы перевести необходимые ему источники. В 1736—1742 годах он много путешествует по вице-королевству, находя в коллекциях и архивах всевозможные документы, повествующие не только о чудесных явлениях, но и об истории, обычаях, календаре и религии древних обитателей Месоамерики, главным образом в виде копий XVI и XVII веков на испанском, науатле и других туземных языках. Со временем в его «Музее», как он назвал свою коллекцию, накопилось около 300 рисунков, карт, рукописей и кодексов. Он скопировал более 500 доколумбовых надписей и собственноручно зарисовывал памятники и скульптуры.
Помимо исторических исследований, Ботурини задумал ещё одно благочестивое дело: торжественно короновать образ Девы Гваделупской, хранящийся в базилике на холме Тепейак. В 1742 году он получил разрешение Ватикана на церемонию и, чтобы не откладывать своего замысла, объявил сбор денег среди священнослужителей и народа, дабы изготовить для Девы великолепную золотую корону. Это привлекло к нему внимание колониальных властей, которые заподозрили у иностранца нечестные мотивы.
После расследования 2 июня 1743 года вице-король Новой Испании Педро Себриан-и-Агустин поместил учёного в тюрьму и конфисковал его собрание древностей. Ботурини обвинили во въезде в вице-королевство без санкции Совета по делам Индий и ввозе папских документов без разрешения испанского правительства.

## Реабилитация
Проведя в тюрьме 10 месяцев, Ботурини был отправлен в Испанию. По дороге он оказался в руках пиратов, которые отпустили его в Гибралтаре. Оттуда он в плачевном состоянии отправился в Мадрид. В столице познакомился с Мариано Фернандесом де Эчеверрия-и-Вейтия, также страстным собирателем американских древностей. Фернандес де Эчеверрия предложил Ботурини жилье и финансовую поддержку, а также порекомендовал Совету по делам Индий пересмотреть его дело. В конце концов Ботурини был оправдан. Король пожаловал его званием королевского летописца Индий, приказал возвратить ему коллекцию и официально пригласил вернуться в Новую Испанию. Однако Ботурини отклонил приглашение, и коллекция так и не была ему возвращена. В Мадриде он написал историю древней Мексики, которая была опубликована лишь после его смерти. Библиотека базилики Девы Гваделупской носит его имя.

## Коллекция
Ботурини собирал коллекцию, послужившую основой для будущей «Истории Северной Америки» (исп. Historia de América Septentrional), с 1735 по 1743 год. В неё вошли многие бесценные документы, в большинстве своём индейские, в том числе кодекс Иштлильшочитля, приписываемый Фернандо де Альва Иштлильшочитлю, потомку правителей города-государства Тешкоко. Иштлильшочитль завещал эти документы Карлосу де Сигуэнса-и-Гонгора.
После ареста Ботурини в 1743 году коллекция была конфискована властями Новой Испании и передана в секретариат вице-королевства. Долгие годы документы находились в небрежении и разворовывались.
Новый вице-король Хуан Франсиско де Гуэмес-и-Оркаситас передал историку и антиквару Фернандесу де Эчеверрия-и-Вейтия (мадридскому другу Ботурини) документы, которые он запросил для своих изысканий. После смерти Фернандеса де Эчеверрия-и-Вейтия они перешли к Антонио де Леон-и-Гама, который умер в 1802 году и завещал их своим наследникам. Примерно в то же время шестнадцать документов попали в руки Александра фон Гумбольдта, путешествовавшего по Мексике в 1802—1803 году. Он опубликовал их в книге «Виды горных цепей и памятников коренных народов Америки» («Vues des cordillères et monuments des peuples indigènes d’Amérique»). В настоящее время оригиналы находятся в берлинской Национальной библиотеке.
Часть коллекции попала к падре Хосе Пичардо, страстному антиквару. В 1827 году французский историк Жозеф Алексис Обен приобрел ещё несколько фрагментов коллекции из разных источников, а затем продал их Эжену Гупилю, собирателю и филантропу франко-мексиканского происхождения. Сегодня они находятся в парижской Национальной библиотеке под названием «Коллекция Обена-Гупиля».
Незадолго до обретения Мексикой независимости остальная часть коллекции была передана в библиотеку Мексиканского университета, а оттуда в 1823 году в Хранилище древностей. Впоследствии собрание переехало в Национальную библиотеку, а затем заложило основу будущего Национального музея антропологии в Мехико, в библиотеке которого и находится в данный момент.

## Труды
- Oratio ad Divinam Sapientiam (не издано)
- Idea de una Nueva Historia General de la América Septentrional. Мадрид, 1746; Мехико, 1871.
- Catálogo del Museo Indiano. Мехико, 1871.
- Historia general de la América Septentrional por el caballero Lorenzo Boturini Benaducci. Мадрид, 1948.